# Asouade

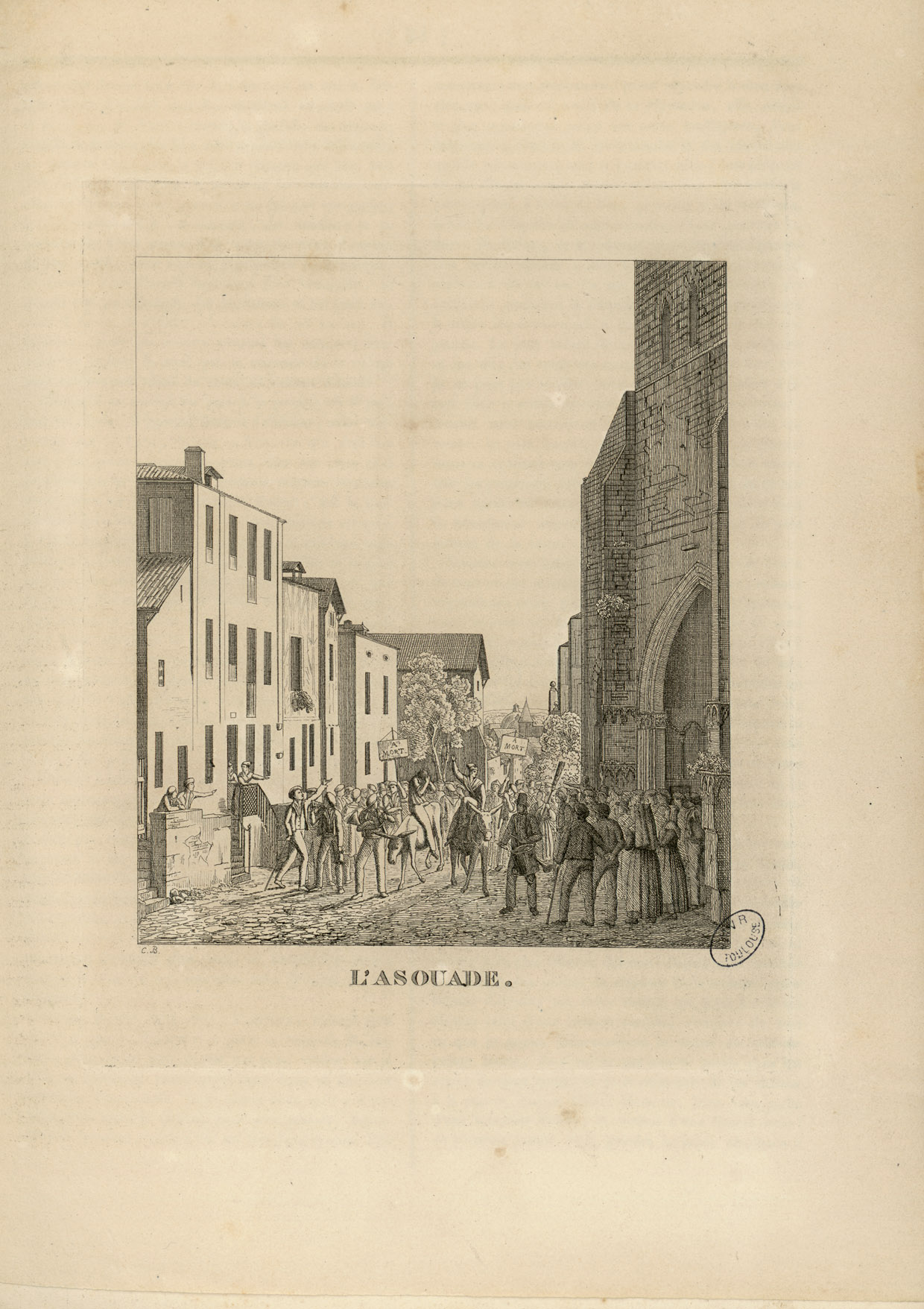
1838

Eine Asouade ist der unfreiwillige Ritt auf einem Esel – verkehrt herum, also mit dem Gesicht nach hinten. Es ist eine dem Charivari ähnliche ritualisierte kollektive Strafaktion – vornehmlich im Frankreich des 14. bis 18. Jahrhunderts, aber auch in England – und sollte Männer bloßstellen, die sich von ihren Frauen unterdrücken und schlagen ließen.
Vorausgegangen sein musste, dass die eheliche Auseinandersetzung außerhalb des Hauses bekannt und dadurch zu einer Angelegenheit der Straße wurde. Besonders der Berufsstand der Schneider wurde gerne mit dieser grotesken Aktion bedacht, da die Schneider, weil sie zu Hause arbeiteten, als weibisch, schwach und von ihren Frauen beherrscht galten.
Wenn sich ein Mann als besonders unterwürfig seiner Frau gegenüber bloßgestellt hatte, konnte es passieren, dass die Asouade öffentlich angekündigt und das ganze Dorf eingeladen wurde, dem Schauspiel zuzusehen. Während des Umzuges wurde die entsprechende Szene von jungen Männern in Kostümen immer wieder nachgespielt, wobei die gemeinte gewalttätige Gattin von einem jungen Mann gespielt wurde. Das Geschehen wurde gleichzeitig mit entsprechend deftigen Liedern kommentiert.
Es ist ein königlicher Erlass überliefert, der davon berichtet, dass 1375 in Senlis folgendes Gewohnheitsrecht galt: „Die Ehemänner, die sich von ihren Frauen schlagen lassen, werden gezwungen und verurteilt, verkehrt herum auf einem Esel zu reiten, so dass ihr Gesicht zum Schwanz des besagten Esels blickt.“
In England ist die Sitte bekannt, dass Männer und Frauen dabei die Kleidung des jeweils anderen Geschlechts tragen müssen.
Ungefähr seit der Mitte des 18. Jahrhunderts begannen die Gerichte, solche und andere Spottrituale grundsätzlich zu verbieten.